# 주류 미디어
저널리즘 에서 주류 미디어, 주류 매체(Mainstream media, MSM)는 많은 사람들에게 영향을 미치고 지배적인 사고 흐름을 반영하고 형성하는 다양한 대규모 대중 뉴스 미디어를 집합적으로 지칭하는 데 사용되는 용어 및 약어이다. 이 용어는 대체 미디어 와 대조되는 개념으로 사용된다.
이 용어는 여러 국가에서 연속적으로 합병된 신문 및 방송 매체를 포함하여 대규모 뉴스 대기업 에 자주 사용되는데 이에 관한 미디어 소유권의 집중은 뉴스 소비자에게 제시되는 관점의 균질화에 대한 우려를 불러일으켰다. 결과적으로, 주류 미디어라는 용어는 대중 매체 와 미디어 편견을 논의할 때 대화와 블로그에서 반대, 경멸 또는 무시하는 의미로 사용되었다.

## 미국
미국에서는 20세기 초부터 영화 제작이 메이저 스튜디오에 의해 주도되어 온 것으로 알려져 있다. 그 전에는 Edison's Trust가 업계를 독점하던 시기였다. 음악 및 TV 산업은 미디어 통합의 대상이 되었으며 특히, Sony Music Entertainment의 모회사가 음악 사업부를 Bertelsmann AG의 BMG 와 합병하여 Sony BMG를 형성하고 Warner Bros. Entertainment의 The WB 와 CBS Corp.의 UPN이 합병되어 The CW가 탄생했다. 이 중 Sony BMG의 경우 주요 음반 회사의 "Big Five", 나중에 " Big Four "가 존재한 반면, CW의 탄생은 시청률을 통합하고 미국 네트워크(지상파)의 "Big 4"에 맞서려는 시도를 하였다. 또한 텔레비전 (CW는 실제로 CBS의 Big Four 중 하나가 부분적으로 소유했지만). 텔레비전에서는 100개가 넘는 대부분의 방송 및 기본 케이블 네트워크가 Fox Corporation, The Walt Disney Company (ABC, ESPN, FX 및 Disney 브랜드 포함), National Amusements (ABC, ESPN, FX 및 Disney 브랜드 포함) 등 8개 기업에 의해 통제됐고, Paramount Global 소유), Comcast ( NBCUniversal 소유), Warner Bros. Discovery, EW Scripps Company, Altice USA를 소유하고 있다.

### 미국의 미디어 합병과 집중
시간이 지남에 따라 미디어 합병 비율이 증가하고 미디어 매체 수도 증가했다. 이로 인해 미디어 소유권의 집중도가 높아지고 더 많은 미디어 매체를 소유하는 회사가 줄어들었다.
Ben Bagdikian 과 같은 일부 비평가들은 대규모 미디어 인수로 인해 대중이 접근할 수 있는 정보가 제한된다고 주장하면서 소유권 집중을 공격했다. 특히 Ben Compaine 및 Jack Shafer 와 같은 다른 평론가들은 Bagdikian의 비판이 과장되었다고 생각한다. 또한 Shafer는 미국 미디어 소비자가 독립적인 국가 및 지역 소스를 포함하여 다양한 뉴스 소스를 보유하고 있다고 지적했으며 Compaine은 Herfindahl-Hirschman Index 와 같은 경제 지표를 기반으로 미디어 산업이 그다지 고도로 집중되지 않았으며 1990년대와 2000년대에도 집중되지 않았다고 주장한다. 이에 더해 Compaine은 대부분의 미디어 합병이 순수한 인수가 아니라 매각도 포함한다고 지적한다.
주류 미디어 세계에서 가장 큰 인수/합병 중 하나는 Disney가 21세기 Fox 와 그 모든 자산을 인수한 것이다. 이로 인해 나머지 마블 영화 프랜차이즈에 대한 권리를 완성할 수 있었다. 합병 이전에 Disney는 X-men 과 같은 프랜차이즈에 대한 권리와 특정 스파이더맨 영화 권리가 없었다. 21세기 폭스는 2019년 3월 713억 달러에 인수됐다.

### "빅 5"
| 대기업                              | 언론 매체 | 2018년 수익                                              |
| ----------------------------------- | --- | -------------------------------------------------------- |
| 컴캐스트                            | NBC유니버설 : NBC 및 텔레문도, 유니버설 픽처스, 포커스 피쳐스, 드림웍스 애니메이션, 미국 내 26개 TV 방송국 및 케이블 네트워크 USA 네트워크, 브라보, CNBC, MSNBC, Syfy, NBCSN, 골프 채널, E! , 올림픽 채널 및 NBC 스포츠 지역 네트워크 . Comcast는 또한 별도의 자회사를 통해 Philadelphia Flyers를 소유하고 있다. | 945억 달러                                               |
| 월트 디즈니 컴퍼니                  | 보유 자산은 다음과 같다: ABC Television Network, 케이블 네트워크 ESPN, Disney Channel, National Geographic, Nat Geo Wild, FX, FXX, FX Movie Channel, A&E 및 Lifetime, 약 30개 라디오 방송국, 음악, 비디오 게임 및 도서 출판사, 제작사 Marvel Entertainment, Lucasfilm, Walt Disney Pictures, Pixar Animation Studios, 20th Century Studios, Searchlight Pictures 및 Blue Sky Studios, 모바일 서비스 인 Disney Mobile, Disney Consumer Products 및 Interactive Media 및 여러 국가의 테마파크 . 또한 TV 방송국, 신문, 잡지를 추가로 소유하고 여러 Disney TV 벤처 지분을 보유하고 있는 Hearst Corporation 과 오랜 파트너십을 유지하고 있다. | 594억 달러                                               |
| 뉴스 코퍼레이션 / 폭스 코퍼레이션 * | 보유 자산은 다음과 같다: Fox Broadcasting Company ; 케이블 네트워크 Fox News Channel, Fox Business Network, Fox Sports 1 및 Fox Sports 2 ; Wall Street Journal 및 New York Post를 포함한 인쇄 간행물; 잡지 Barron's 및 SmartMoney ; 도서 출판사 HarperCollins . (*) 2020년 현재 두 개의 Murdoch 회사(출판 자산과 호주 미디어 자산은 News Corp 에, 방송 자산은 Fox Corporation에 귀속됨) | 394억 달러(News Corp 90억 달러 및 21세기 Fox 304억 달러) |
| 워너 브라더스 디스커버리            | 이전에는 CNN, CW ( Nexstar Media Group 및 Paramount Global 과의 합작 투자 ), HBO, Cinemax, Cartoon Network / Adult Swim, HLN, NBA TV, TBS, TNT, truTV 등을 보유하고 있는 세계 최대의 미디어 대기업이었다., 터너 클래식 영화, 워너 브라더스 픽처스, 캐슬 락, DC 코믹스, 워너 브라더스 인터랙티브 엔터테인먼트 및 뉴 라인 시네마 . | 289억 달러                                               |
| 파라마운트 글로벌                   | 보유 자산에는 MTV, Nickelodeon / Nick at Nite, VH1, BET, Comedy Central, Paramount Pictures, Miramax 및 Paramount Home Entertainment가 포함된다. CBS 텔레비전 네트워크 및 CW( 넥스타 미디어 그룹 및 워너 브라더스 디스커버리 와의 합작 투자), 케이블 네트워크 CBS 스포츠 네트워크, 쇼타임, 팝 ; 30개의 텔레비전 방송국; 130개 방송국을 보유한 CBS Radio, Inc. CBS 스튜디오 ; 도서 출판사 Simon & Schuster . | 알 수 없음(2019년 합병 전 Viacom 및 CBS Corporation )    |

### 언론에 대한 미국 대중의 불신
1970년대에는 언론에 대한 신뢰도가 하락했고, 2000년대에는 다시 하락세를 보였다. 2000년대 이후 언론에 대한 불신은 양극화됐으며 공화당이 민주당보다 미디어에 대한 불신이 훨씬 더 커졌다.
영국에서는 1922년에 많은 라디오 방송국이 폐쇄된 후 영국 방송공사(British Broadcasting Corporation)가 처음으로 매일 라디오 전송을 시작하고 청중을 늘리기 시작했다. 그해 후반에 스코틀랜드 엔지니어인 John Reith가 BBC의 첫 번째 총책임자로 임명되었는데 나중에 1927년 1월 1일에 BBC는 왕립 헌장에 의해 완전히 설립되었으며 Reith가 첫 번째 사무총장이 되는 영국 방송 공사로 이름이 변경되었다. 1936년 11월에 BBC는 텔레비전 방송으로 확장하기 시작했으며 정기적인 TV 서비스 경향을 시작한 최초의 방송사였다.
현재 BBC는 영국의 공인 공영 방송사 두 곳 중 하나이다. 두 번째는 ITV(Independent Television)로, 1954년 텔레비전법 이후 최초의 공영 상업 텔레비전 회사로 1955년에 설립되었으며, 이는 BBC가 텔레비전 방송에 대해 가졌던 독점을 무너뜨리기 위한 노력으로 20년도 채 되지 않아 15개의 지역 방송 라이센스를 획득했다. 오늘날 BBC와 ITV는 영국의 모든 사람과 서로의 가장 큰 경쟁자에게 제공되는 두 개의 무료 방송 디지털 서비스인데, BBC에는 9개의 전국 TV 채널, TV에서 온라인으로 전환한 최초의 채널인 BBC 3, 대화형 채널, 10개의 전국 및 40개의 지역 라디오 방송국, BBC 온라인 및 BBC 월드와이드가 있다. ITV는 현재 ITV, ITVhub, ITV2, ITVBe, ITV 3, ITV4, CITV, ITV Encore, Britbox와 협력하여 주문형 비디오 서비스를 포함한 여러 채널을 전달하는 영국의 15개 지역 방송 라이센스 중 13개를 보유하고 있다. BBC는 영국 TV 콘텐츠를 미국과 캐나다에 제공하고 자체 주문형 비디오 서비스인 Cirkus를 제공한다.

## 같이 보기
- 의제설정 이론
- 대안언론
- 미디어 소유 구조의 집중화
- 가짜뉴스
- 언론의 자유
- 출판의 자유
- 대중 매체의 영향
- 매체 편향
- 미디어 그룹
- 미디어제국주의
- 여론조작
- 뉴 미디어
- 선전 모델
- 선정주의
- 사회 영향
- 소셜 미디어